# Gloria Diaz
Gloria Diaz (sinh ngày 10 tháng 3 năm 1951) là một hoa hậu và nữ diễn viên điện ảnh người Philippines. Bà là người đầu tiên của đất nước Philippines giành danh hiệu Hoa hậu Hoàn vũ.